# علامة إس الذهبية
تُعد علامة إس الذهبية في الطب علامة تُرى عند تصوير الصدر، وتشير إلى كتلة مركزية في الرئة أو همود الرئة. وصفت لأول مرة بواسطة الدكتور روس جودلن عام 1925 بالاشتراك مع سرطان الرئة. لكنه يظهر أيضًا في الانبثاث، وتضخم العقد اللمفية، وهمود الفص العلوي الأيمن من الرئة. يمكن رؤية علامة إس الذهبية بواسطة تصوير الصدر بالأشعة السينية وكذلك بواسطة التصوير المقطعي المحوسب للصدر.